# Tecken i tiden
Tecken i Tiden, musikalbum av det svenska trallpunkbandet Charta 77. Släpptes 1995 på Birdnest.
I 2020 så trycktes Tecken i Tiden för LP i två tryck, en exklusiv version i röd vinyl och en svart.

## Låtar på albumet
| Nr  | Titel                             | Längd | Notering |
| --- | --------------------------------- | ----- | -------- |
| 1.  | Vem bad om det?                   | 2.33  |          |
| 2.  | När världssamvetet tog semester   | 3.20  |          |
| 3.  | Den enda vägens politik           | 1.15  |          |
| 4.  | Herrarna i sandlådan              | 4.10  |          |
| 5.  | Vi vill ha svar                   | 2.21  |          |
| 6.  | Kungarna af stan III              | 1.59  |          |
| 7.  | I morgon ska jag förändra världen | 2.53  |          |
| 8.  | En del mornar                     | 4.07  |          |
| 9.  | Hymn till fullmåne                | 2.34  |          |
| 10. | Lilla björn och lilla tiger       | 3.09  |          |
| 11. | Tiden                             | 2.11  |          |
| 12. | Dansa med Jante                   | 7.18  |          |